# Шорна акула сіро-блакитна
Шорна акула сіро-блакитна (Heteroscyllium colcloughi) — єдиний вид акул з роду Heteroscyllium родини Шорні акули.

## Опис
Загальна довжина досягає 50-74 см. За своєю будовою схожа на плямисту шорну акулу. Голова велика стисла з боків. Морда сплощена, на кінці є довгі вусики. У неї 5 пар невеликих зябрових щілин. На верхній щелепі є 32-34 рядків зубів, на нижній — 21-29. Зуби мають шилоподібну форму. Тулуб вузький, довгий та кремезний. Грудні плавці великі. Має 2 спинних плавця, який розташовані ближче до хвоста. Перший спинний плавець більше за другий. Анальний плавець присутній. Хвостове стебло широке та довге.
Має сіро-блакитне забарвлення (відси походить назва цієї акули), за загальним фону якого розкидані численні дрібні світлі плями. Поперек тіла присутні темні сідлоподібні смуги, іноді майже чорні. З віком забарвлення стає помітно тьмяніше і однотонніше.

## Спосіб життя
Дуже рідко зустрічається на глибинах понад 100 м, воліючи прибережне мілководдя. Полюбляє м'які ґрунти з густою водною рослинністю на континентальному шельфі. Нерідко зустрічається у затонулих кораблів. Активна вночі.
Статева зрілість настає при розмірі у 50 см. Це яйцеживородна акула. Самиця народжує 6-8 акуленят завдовжки 17-18 см.
Є об'єктом спортивного рибальства та акваріумної комерції. Небезпеки для людини не становить.

## Розповсюдження
На півночі її ареал розташований уздовж узбережжя Квінсленду, від півострова Кейп-Йорк до Нового Південного Уельсу. Зустрічається в акваторії Великого Бар'єрного рифа.